# Spring Breakers
Spring Breakers (bra: Spring Breakers - Garotas Perigosas; prt: Spring Breakers: Viagem de Finalistas) é um filme estadunidense de 2013 dirigido por Harmony Korine e estrelado por James Franco, Selena Gomez, Vanessa Hudgens, Ashley Benson, e Rachel Korine. O longa relata a história de quatro estudantes adolescentes que decidem viajar nas férias de primavera e acabam fazendo muitas loucuras.
O filme foi escolhido para disputar pelo Leão de Ouro no 69º Festival Internacional de Cinema de Veneza.

## Enredo
As estudantes universitárias Brit (Ashley Benson), Candy (Vanessa Hudgens) e Cotty (Rachel Korine) gastam seu tempo em festas, enquanto sua amiga Faith (Selena Gomez) atende a um grupo de jovens religiosos. Enquanto seus colegas pensam nas Férias de Primavera, elas estão acuadas devido à falta de dinheiro. Desesperado para fazer a viagem, Brit e Candy, depois de receber alta em cocaína, com máscaras de esqui e usar martelose de aparência realista e pistolas de  água para roubar um restaurante local. Cotty dirige e depois queima um carro de fuga roubado de um de seus professores. Em St. Petersburg, Florida, as meninas frequentam a praia promíscua alimentada pelo álcool, drogas e sexo. Cotty, Candy e Brit divulgam os detalhes do seu crime deixando Faith horrorizada, que mantém silêncio sobre o assunto. Depois de uma festa particularmente selvagem, todas as quatro são presas. Elas passam a noite em uma cela, mas são socorridos por Alien (James  Franco), um rapper local e gangster. Alien encanta Cotty, Candy e Brit com a sua riqueza e arrogância "bad boy", mas a Faith se sente desconfortável.
Alien leva as meninas para um clube local frequentado por membros de gangues, onde Faith se torna ainda mais desconfortável com seu estilo de vida. Apesar das tentativas de Alien para convencê-la ficar, Faith decide ir embora e pede aos outros para irem com ela. Eles se recusam no entanto, e ela faz a viagem para casa sozinha. Alien leva Brit e Candy para um clube de strip de propriedade de seu rival, Big Arch (Gucci Mane), que avisa Alien para parar de vender drogas em seu território. As meninas voltan para a mansão de Alien, onde ele ostenta o seu dinheiro de drogas e esconderijo de armas, descrevendo sua vida como o "sonho americano". Brit e Candy de repente pegam uma de suas armas e ameaçam matá-lo; Alien declara que ele se apaixonou pelas meninas. Com as armas de Alien, as meninas com máscaras de esqui rosa e espingardas executam vários assaltos à mão armada. Enquanto no carro de Alien são abordadas por Big Arch e outro membro de sua gangue, que os ameaçam e executam um tiroteio, ferindo Cotty. Elas prometem retaliar Alien, mas Cotty traumatizada opta por voltar para casa. Brit e Candy ficam para trás e começam um relacionamento sexual com Alien. Os três decidem se vingar de Big Arch. Em um flashforward, as duas meninas ligam para casa, prometendo trabalhar mais e se tornarem pessoas melhores.
De volta ao presente, os três viajam em uma lancha para a mansão de Big Arch. Após o acoplamento no cais, Alien é imediatamente morto a tiros por um dos guardas de Big Arch. Brit e Candy continuam, matando gangue de Big Arch antes de enfrentar e matar Big Arch por si mesmas. Durante o assalto e as suas consequências, a câmera sobre os corpos de gangue de Big Arch enquanto Brit fala com voz de fundo, descrevendo a beleza da praia e meditando que eles descobriram que eles realmente são. Brit e Candy dirigem de volta para casa em um carro Lamborghini. A última cena de flashback mostra o corpo morto do Alien beijando o par.

## Elenco
- Selena Gomez como Faith
- Ashley Benson como Brit
- Vanessa Hudgens como Candy
- Rachel Korine como Cotty
- James Franco como Alien
- Heather Morris como Bess
- Gucci Mane como Archie

## Lançamento
Em maio, uma prévia de 3 minutos foi divulgada durante o Festival de Cannes de 2012. Já o filme completo estreou no 69º Festival Internacional de Cinema de Veneza em setembro de 2012. A obra foi lançada em Nova York e Los Angeles em 22 de março de 2013, e em 29 de março de 2013 o filme será lançado mundialmente. No Brasil, a produção veio direto para DVD & Blu-Ray, lançados 10 de outubro para locação e 5 de dezembro para compra.

## Recepção
No agregador de críticas Rotten Tomatoes, o filme tem um índice de aprovação de 67% com base em 195 comentários dos críticos. No Metacritic, o filme tem uma pontuação de 63 de 100 com base em 40 críticos, indicando "críticas geralmente favoráveis". Richard Roeper do Richardroeper.com disse: "Spring Breakers é um fervente e colorido sonho que é o filme mais inesquecível do ano. É um trabalho genial de Harmony Korine sobre os adolescentes que vão para Florida todo ano no Spring Break. É ousado, as vezes irritante, sombrio, engraçado e é sempre, sempre provocante." Xan Brooks, do The Guardian disse que o filme de Harmony Korine é "mais plenamente realizado, filme puramente satisfatória desde Gummo.
Emma Seligman do The Huffington Post, descreveu o filme como "Scarface encontra Britney Spears". Guy Lodge da Variety disse, "essa foto atraente efervescente pode ser um choque para o sistema para os fãs adolescente das rainhas Selena Gomez e Vanessa Hudgens, mas permanece uma excitação muito desdentada pelos padrões de seu escritor-Helmer". David Rooney de The Hollywood Reporter observou que James Franco dá uma de suas performances mais bizarras em sua carreira imprevisível, dizendo que "ele é um cruzamento entre Bo Derek em 10 e Richard Kiel em Moonraker.

## Trilha sonora
A Atlantic Records será responsável pelo lançamento do álbum de trilha sonora oficial do filme Spring Breakers. O álbum conta com músicas originais do filme composta por Skrillex e Martinez Cliff. Também está incluída uma música da rapper Gucci Mane, que também estrela no filme. A trilha sonora já está sendo comercializada desde 12 de março de 2013.

### Faixas
1. Skrillex - "Scary Monsters and Nice Sprites"
2. The Black Keys - "Tighten Up"
3. Nelly – "Hot in Herre" (performado por Vanessa Hudgens, Ashley Benson, Selena Gomez & Rachel Korine)
4. Nicki Minaj – "Moment 4 Life" (com Drake)
5. Skrillex – "With You, Friends (Long Drive)"
6. Dangeruss – "Hangin wit da Dopeboys" (performado por Vanessa Hudgens, Ashley Benson, Selena Gomez & Rachel Korine)
7. Grouper – "Invisible"
8. The Cool Kids – "What Up Man"
9. Britney Spears – "Baby One More Time" (performado por Vanessa Hudgens, Ashley Benson, Selena Gomez & Rachel Korine)
10. Birdy Nam Nam – "Goin’ In (Skrillex “Goin’ Down” Mix)"
11. Waka Flocka Flame – "Fuck Dis Industry" (versão explícita)
12. Rick Ross com Pill, Meek Mill, Torch & French Montana – "Big Bank"
13. Britney Spears – "Everytime" (performado por James Franco, Vanessa Hudgens, Ashley Benson, Selena Gomez & Rachel Korine)
14. Gucci Mane & Waka Flocka Flame – "Young Niggaz"
15. Waka Flocka Flame & Cartier Kitten – "Snakes In The Grass"
16. The Weeknd – "The Zone" (Ft. Drake)
17. Ellie Goulding – "Lights"